# Virgilio Zapatero Gómez
Virgilio Zapatero Gómez (Cisneros, Castella i Lleó 1946) és un polític i jurista espanyol que fou Ministre de Relacions amb les Corts entre 1986 i 1993 sota la presidència de Felipe González.

## Biografia
Va néixer el 26 de juny de 1946 a la població de Cisneros, situada a la província de Palència. Va estudiar dret a la Universitat Complutense de Madrid, ampliant els seus estudis a França i Alemanya. Va iniciar la seva carrera com a advocat al costat d'Elías Díaz i Gregorio Peces-Barba, i exercí la docència com a catedràtic de Filosofia del Dret, Moral i Política a la Universitat d'Alcalá de Henares, de la qual és el seu rector.

## Activitat política
Membre del Partit Socialista Obrer Espanyol (PSOE) en les eleccions generals de 1977 fou escollit diputat al Congrés per la província de Conca, escó que repetí en les següents eleccions fins al 1994. L'any 1982 fou nomenat Secretari d'Estat de Relacions amb les Corts, càrrec que va mantenir fins al 1986, i posteriorment fou nomenat Ministre de Relacions amb les Corts per part de Felipe González.
Actualment és membre de la Fundació Pablo Iglesias.
Ha estat implicat en l'escàndol de les anomenades targetes black de Cajamadrid amb un total gastat de 35.977,55 € - (477 apunts) 